# Federico Ernesto de Brandeburgo-Kulmbach
Federico Ernesto de Brandeburgo-Kulmbach (15 de diciembre de 1703-23 de junio de 1762 en Drage) fue un miembro de la rama de Brandeburgo-Kulmbach de la Casa de Hohenzollern. Su posición más significativa fue la de gobernador de los Ducados de Schleswig y Holstein-Glückstadt.

## Antecedentes
Era hijo del Margrave Cristián Enrique de Brandeburgo-Kulmbach y de su esposa Sofía Cristiana de Wolfstein. Su hermana Sofía Magdalena de Brandeburgo-Kulmbach estaba casada con el rey Cristián VI de Dinamarca. En ese tiempo Dinamarca estaba en unión personal con los Ducados de Schleswig y Holstein-Glückstadt, la porción real en el Ducado de Holstein. Cristián VI nombró a su cuñado Federico Ernesto gobernador de los ducados.

## Biografía
Federico Ernesto fue hecho caballero de la Orden del Elefante por su cuñado el rey. En 1731, recibió el Castillo de Gottorf como su sede, la anterior sede de los Duques de Schleswig y Holstein en Gottorp. Sin embargo, prefirió construir su propia residencia en el lugar de una mansión en Drage, que el rey le había dado en ocasión de su boda con Cristina Sofía, la hija del Duque Ernesto Fernando de Brunswick-Bevern. La antigua mansión fue demolida y fue construido el Castillo de Friedrichsruh entre 1744 y 1751, según un diseño del arquitecto de la corte danesa Nicolai Eigtved.
Federico Ernesto y su esposa vivieron más allá de sus posibilidades, y cuando él murió sin hijos en 1762, dejó tras de sí un estado fuertemente endeudado. Federico Ernesto y su esposa fueron enterrados en la Iglesia de San Miguel en Hohenaspe. Fue sucedido como gobernador de Schleswig y Holstein-Glückstadt por Friedrich Ludwig von Dehn.
La Sala del Margrave en el Castillo de Glücksburg fue nombrada en honor a Federico Ernesto. Durante un tiempo residió ahí.